# Tomaso Totolo
Tomaso Totolo (Isola della Scala, 26 novembre 1965) è un allenatore di pallavolo italiano.

## Carriera
Tomaso Totolo ha ricoperto il ruolo di viceallenatore della Pallavolo Verona in serie A2 nella stagione 2000-2001 e dal 2001 al 2006 ha avuto lo stesso incarico nel Blu Volley, disputando complessivamente tre stagioni in serie A1 e due in serie A2. Nel 2007 è stato primo allenatore dello Jastrzębski Węgiel in Polonia, mentre dal 2007 al 2011, di nuovo nella serie A1 italiana, è stato viceallenatore del Volley Treviso. Nel 2011-2012 è tornato in Polonia come primo allenatore dell'AZS Olsztyn e nel 2013 ha allenato l'Iskra Odincovo in Russia. Dal 2013-2014 è il vice di Vladimir Alekno sulla panchina dello Zenit-Kazan'.
È stato inoltre secondo allenatore della Nazionale italiana dal 2003 al 2005 e dal 2006 al 2007 e di quella olandese dal 2010 al 2011. Dal 2024 è assistente allenatore del Zenit San Pietroburgo e viceallenatore della nazionale iraniana